# 2000 w polityce
Wydarzenia polityczne w 2000 roku.

## Styczeń
- 1 stycznia – Portugalia objęła prezydencję w Radzie Unii Europejskiej[1].
- 15 stycznia – odbyła się pierwsza sesja Ministerialnej Konferencji Międzyrządowej w sprawie negocjacji akcesyjnych z Maltą, Rumunią, Słowacją, Łotwą, Litwą i Bułgarią[1].

## Luty
- 2–3 lutego – odbyła się czwarta Konferencja Ministerialna w sprawie porozumienia UE-ACP[1].
- 6 lutego – Tarja Halonen wygrała wybory prezydenckie w Finlandii[2].
- 7 lutego – wybory prezydenckie w Chorwacji wygrał Stjepan Mesić[2].
- 11 lutego – prezydent Czeczenii Asłan Maschadow ogłosił rozpoczęcie wojny partyzanckiej w całej Czeczenii[2].
- 14 lutego – początek obrad konferencji międzyrządowej w Brukseli w sprawie reformy instytucji UE[3].
- 15 lutego – Słowacja, Malta, Litwa, Łotwa, Bułgaria i Rumunia rozpoczęły negocjację o członkostwie w Unii Europejskiej[3].

## Marzec
- 12 marca – w Gnieźnie odbyło się spotkanie prezydentów Litwy, Niemiec, Polski, Słowacji i Węgier[3].
- 23–24 marca – w Lizbonie odbył się szczyt unijny[3].
- 26 marca – wybory prezydenckie w Rosji wygrał Władimir Putin (uzyskał 52% głosów)[2].

## Kwiecień
- 3–4 kwietnia – w Kairze odbył się szczyt UE–Organizacja Jedności Afrykańskiej[1].
- 4 kwietnia – japoński rząd Keizō Obuchiego podał się do dymisji. Nowym premierem został Yoshirō Mori[2].
- 24 kwietnia–20 maja – konferencja sygnatariuszy NPT[3].
- 26 kwietnia – nowym premierem Włoch został Giuliano Amato[2].

## Maj
- 3 maja – Komisja Europejska zaproponowała przystąpienie Grecji do strefy Euro[1].
- 9 maja – obchody 50. rocznicy Deklaracji Schumana[1].
- 24 maja – Izrael wycofał swoje siły zbrojne z Libanu[3].

## Czerwiec
- 6 czerwca – Unia Wolności opuściła koalicję rządową[4].
- 8 czerwca:
  - Leon Kieres został wybrany na prezesa IPN[4];
  - Parlament Europejski i Rada Unii Europejskiej ustanowiły rok 2001 Europejskim Rokiem Języków[1].
- 13–15 czerwca – pierwsze w historii spotkanie prezydentów obydwu państw koreańskich[3].
- 19–20 czerwca – w Santa Maria da Feira odbyło się posiedzenie Rady Europejskiej, które potwierdziło przyjęcie Grecji do strefy Euro[1].
- 23 czerwca – w Kotonu podpisano nową konwencję pomiędzy UE a ACP[1].
- 26–27 czerwca – w Warszawie odbyła się międzynarodowa konferencja pod hasłem Ku wspólnocie demokracji[3].
- 28 czerwca – w Lizbonie odbył się pierwszy szczyt UE-Indie[1].

## Lipiec
- 1 lipca – Francja przejęła prezydencję w Radzie Unii Europejskiej[1].
- 19 lipca – w Tokio odbył się dziewiąty szczyt UE-Japonia[1].
- 21–23 lipca – szczyt Grupy siedmiu najbardziej uprzemysłowionych państw świata i Rosji w Okinawie[1].

## Sierpień
- 10 sierpnia – opublikowano specjalny raport w sprawie zarządzania przez Komisję wsparcia dla rozwoju ochrony praw człowieka i demokracji w krajach Trzeciego Świata przez Trybunał Obrachunkowy[1].

## Wrzesień
- 6–8 września – w Nowym Jorku odbył się szczyt milenijny ONZ[3].
- 15 września – w Paryżu odbył się szczyt UE-Ukraina[1].
- 28 września – w wyniku referendum obywatele Danii odrzucili pomysł przyjęcia euro[1].
- 29–30 września – w Jerozolimie Palestyńczycy protestowali przeciwko wizycie Ariela Szarona na Wzgórzu Świątynnym[2].

## Październik
- 8 października – w wyborach prezydenckich w Polsce zwyciężył Aleksander Kwaśniewski[4].
- 10 października – w Astanie powołano do życia Euroazjatycką Unię Gospodarczej przez przywódców Białorusi, Kazachstanu, Kirgistanu, Rosji i Tadżykistanu zebranych[3].
- 14 października – w Biarritz odbył się szczyt UE, podczas którego przywódcy UE przyjęli Kartę Praw Podstawowych[3].
- 30 października – w Paryżu odbył się szczyt UE-Rosja[1].

## Listopad
- 9 listopada – na Litwie powstał nowy rząd pod przewodnictwem Rolandasa Paksasa[2].
- 23–24 listopada – w Zagrzebiu odbył się szczyt UE-kraje Bałkanów[1].

## Grudzień
- 7–10 grudnia – w Nicei odbył się szczyt Rady Europejskiej, na którym przyjęto Traktat nicejski[3].
- 10 grudnia – Pokojową Nagrodę Nobla otrzymał Kim Dae-jung[2].
- 12 grudnia – Etiopia i Erytrea zawarły traktat pokojowy[3].
- 13 grudnia – wybory prezydenckie w Stanach Zjednoczonych wygrał George W. Bush[2].
- 22 grudnia – Leszek Balcerowicz został wybrany na prezesa NBP[4].